# Aria Resort & Casino
Das Aria Resort & Casino ist ein Luxushotel mit Spielbank der MGM Resorts  in Paradise. Es bildet das prägende Element des CityCenter und steht neben den Hotels Vdara und Monte Carlo südlich des Bellagio. Es hat 3436 Gästezimmer und 568 Suiten auf 61 Stockwerken und belegt damit Platz 9 der Hotels mit den meisten Zimmern weltweit.

## Ausstattung
Das Resort verfügt über exklusive Restaurants sowie Mode- und Schmuckboutiquen, 4 Ballsäle und 36 Konferenz- und Tagungsräume, 1 Spa und Schönheits-Salon auf zwei Etagen mit insgesamt 7.000 m², drei Swimmingpools, ein Casino auf fast 14.000 m², zehn Bars und Lounges, einen Theatersaal mit 1800 Plätzen und eine Unterhaltungsshow des Cirque du Soleil (Zarkana).

## Poker
Seit Juli 2014 werden im PokerGO Studio im Casino regelmäßig Pokerturniere mit Buy-ins von mindestens 10.000 US-Dollar ausgetragen, an denen größtenteils Spieler aus der Pokerweltspitze teilnehmen. Mit dem Super High Roller Bowl findet jährlich eines der teuersten Pokerturniere der Welt im Hotel statt. 2017 wurden erstmals die Poker Masters, 2018 erstmals die US Poker Open im Aria ausgespielt. 2021 folgte mit dem PokerGO Cup eine weitere Turnierserie, die im Aria gespielt wird.

## Auszeichnungen
Am 14. September 2009 wurde dem Aria Resort & Casino für das größte Gebäude in den USA der LEED-Gold-Preis verliehen.